# Charles Conder
Charles Conder (Tottenham, 24 ottobre 1868 – Londra, 9 febbraio 1909) è stato un pittore inglese emigrato in Australia, membro chiave della scuola di Heidelberg.
Nato a Tottenham, Londra, trascorse però molti anni dell'infanzia in India prima della morte della madre. Successivamente, nel 1884 venne mandato dal padre a Sydney. Là, suo zio William Conder tentò di insegnargli la propria professione, quella di ispettore, su richiesta del padre, che non voleva che il figlio si avvicinasse all'arte. Tutto ciò, però, si rivelò un fallimento, infatti il giovane si disinteressò completamente alla professione dello zio e iniziò a frequentare lezioni a partire dal 1886, diventando membro della scuola di artisti locale.
Fu così che tra il 1886 ed il 1887, Conder conobbe molti artisti e fu molto amico di Eugène Lomont. Ciò nonostante, l'incontro più importante fu quello del 1888: il giovane pittore conobbe Tom Roberts e si trasferì a Melbourne nello stesso anno. 
Entrambi gli artisti, che subito strinsero amicizia, incominciarono ad interessarsi all'impressionismo, che in quegli anni stava avendo il massimo successo in Francia. Così Conder dipinse molti quadri su questo modello insieme agli altri membri della scuola d'arte locale. Morì nel 1909.
Uno dei quadri più famosi di Charles Conder, A holiday at Mentone, dipinto nel 1888, raffigura la gente che si rilassa sulla spiaggia. Il pittore ha nei suoi quadri, un tocco "divertente".
A lui è oggi dedicato un quartiere di Canberra.